# Byron Thames
Byron Thames (Jackson, Misisipi, 23 de abril de 1969) es un actor de cine y televisión estadounidense.

## Carrera
Luego de conocer al actor y director Michael Landon, fue incluido en el reparto de la serie de televisión Father Murphy en 1981. Tres años después protagonizó la película escrita por Mick Jagger, Blame it on the Night.
En 1985 apareció en el papel principal junto con Jennifer Connelly y Maddie Corman en el filme Deslices de juventud de Linda Feferman. Durante la década también registró papeles menores en series de televisión como CHiPs, 21 Jump Street o Family Ties. Tras pasar la década de 1990 sin mucha repercusión en los medios, en los años 2000 retornó para realizar apariciones en cine y televisión, y papeles de voz.
En agosto de 2007 se casó con la actriz Tricia Leigh Fisher. Es padre del músico Hudson Thames.

## Filmografía

### Cine
| Año  | Título                    | Papel             | Notas |
| ---- | ------------------------- | ----------------- | ----- |
| 1983 | Heart Like a Wheel        | John              |       |
| 1984 | Blame It on the Night     | Job Dalton        |       |
| 1984 | Johnny Dangerously        | Johnny            |       |
| 1986 | Deslices de juventud      | Jeff Moran        |       |
| 1989 | 84C MoPic                 | MoPic             |       |
| 2001 | Don's Plum                | Don               |       |
| 2003 | Without Rhyme or Reason   | John              |       |
| 2005 | Space Daze                | Barman            |       |
| 2006 | Spaced Out                | Mike Cosim        |       |
| 2007 | Boxboarders!              | Oficial           |       |
| 2009 | Saving Grace B. Jones     | Clint Dexter      |       |
| 2010 | Not Another B Movie       | Bryon             |       |
| 2011 | From Up on Poppy Hill     | Voces adicionales |       |
| 2012 | Chronicle                 | Howard            |       |
| 2013 | Epic                      | Voces adicionales |       |
| 2013 | The Wind Rises            | Voces adicionales |       |
| 2014 | Rio 2                     | Voces adicionales |       |
| 2014 | Hacks                     | Byron             |       |
| 2016 | Ice Age: Collision Course | Voces adicionales |       |
| 2018 | Next Gen                  | Voces adicionales |       |

### Televisión
| Año       | Título                     | Papel          | Notas        |
| --------- | -------------------------- | -------------- | ------------ |
| 1981–1983 | Father Murphy              | Matt Sims      | 31 episodios |
| 1982      | CBS Schoolbreak Special    | Danny Gordon   | 1 episodio   |
| 1983      | CHiPs                      | Kevin Cody     | 1 episodio   |
| 1983      | The Powers of Matthew Star | Ryan Wilson    | 1 episodio   |
| 1984      | Silver Spoons              | Randy          | 3 episodios  |
| 1987      | 21 Jump Street             | Dylan Taylor   | 1 episodio   |
| 1988      | Highway to Heaven          | Josh Barnett   | 1 episodio   |
| 1988      | A Father's Homecoming      | Eric Birstock  | Telefilme    |
| 1988      | Vietnam War Story          | Mitty          | 1 episodio   |
| 1988      | Freddy's Nightmares        | Billy          | 1 episodio   |
| 1989      | Family Ties                | Josh Wakefield | 1 episodio   |
| 1989      | Monsters                   | Paul           | 1 episodio   |
| 1989–1990 | Brand New Life             | Laird Gibbons  | 6 episodios  |
| 1993      | Cooperstown                | Harry          | Telefilme    |
| 1994      | Diagnosis: Murder          | Charlie        | 1 episodio   |
| 1995      | ER                         | Willy          | 1 episodio   |
| 2001      | Star Trek: Enterprise      |                | 1 episodio   |
| 2008      | Californication            |                | 1 episodio   |
| 2017      | Sleepovers                 | Billy James    | Telefilme    |